# Union Sportive Tunisienne
La Union Sportive Tunisienne (àrab: الاتحاد الرياضي التونسي, al-Ittiḥād ar-Riyāḍī at-Tūnisī, ‘Unió Esportiva Tunisenca’) o UST és un club de futbol tunisià de la ciutat de Tunis. Va ser fundat el 1917 per la fusió dels clubs Stade tunisois, jueu, i Stade africain, musulmà.

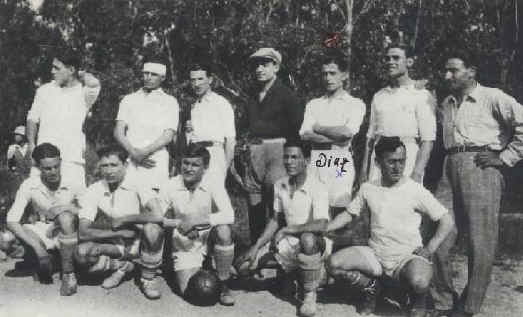
Equip el 1932.

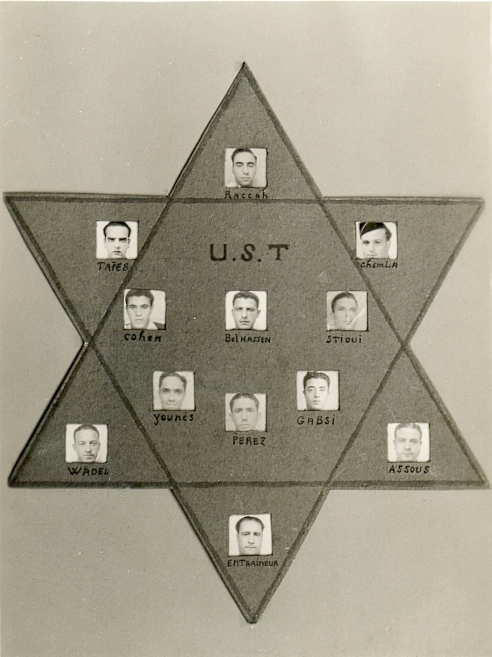
Jugadors del club.

## Palmarès
- Lliga tunisiana de futbol[2]
  - 1930, 1931, 1933

- Copa tunisiana de futbol[3]
  - 1930, 1931, 1933, 1934, 1935

- Lliga tunisiana de futbol femenina
  - 2005
- Supercopa tunisiana de futbol femenina
  - 2010
- Copa de la Lliga tunisiana de futbol femenina
  - 2016
- Copa Hédi Chaker
  - 1959